# Abu-l-Abbàs Àhmad ibn Muhàmmad ibn Mussa ibn al-Hàssan ibn al-Furat
Abu-l-Abbàs Àhmad ibn Muhàmmad ibn Mussa ibn al-Hàssan ibn al-Furat, fou un alt càrrec de la cort abbàssida. Empresonat al final del regnat d'al-Mútamid (870-892) arrossegat en la caiguda d'Ismail ibn Bulbul, fou alliberat al pujar al tron Al-Mútadid (892-902) qui, des del començament del seu regnat, li va confiar l'administració de les finances que estaven en mala situació, i l'administració de les propietats de l'estat a l'Iraq, i més tard, encara que breument, tots els afers financers del califat. Va tenir l'ajut del seu germà Abu-l-Hàssan Alí ibn Muhàmmad ibn Mussa ibn al-Furat i es va enfrontar a la famiília de funcionaris sunnites dels Banu l-Djarrah de Dayr Kunna, i especialment a Ibn al-Jarrah. Sota el següent califa Al-Muktafí (902-908), fill de l'anterior, va restar en el càrrec; durant més d'un any es va enfrontar al nou visir Al-Qàssim ibn Ubayd-Al·lah, però va morir el 904 abans que la lluita tingués un guanyador.